# Aphodius coenosus
Aphodius coenosus is een keversoort uit de familie bladsprietkevers (Scarabaeidae). De wetenschappelijke naam van de soort is voor het eerst geldig gepubliceerd in 1798 door Panzer.